# 2-idrossi-3-ossopropionato reduttasi
La 2-idrossi-3-ossopropionato reduttasi è un enzima appartenente alla classe delle ossidoreduttasi, che catalizza la seguente reazione:
(R)-glicerato + NAD(P)+ ⇄ 2-idrossi-3-ossopropanoato + NAD(P)H + H+